# Partido Nacional Liberal (Estonia)
El Partido Nacional Liberal (en estonio: Rahvuslik Vabameelne Partei, RVP) fue un partido político de Estonia.

## Historia
El partido fue fundado por Johan Pitka y Bernhard Linde en 1922 y se presentó a las elecciones parlamentarias de 1923, donde obtuvo cuatro escaños con el 4% de los votos. Pitka, que se presentaba como candidato por el sur de Estonia, no logró entrar en el Parlamento y emigró a Canadá con su familia. 
En las elecciones de 1926, su porcentaje de votos cayó a tan solo el 1%, y el partido perdió los cuatro escaños. No volvió a presentarse a las elecciones nacionales.

## Ideología
El partido era populista en muchos aspectos, defendía los principios morales y el sentido estonio del honor y el deber. Abogó por una lucha más fuerte contra los “crímenes de Estado” y se dedicó a descubrir casos de corrupción. El partido también utilizó fuentes dudosas y a menudo utilizó un lenguaje inapropiado, lo que provocó que sus índices de popularidad cayeran. El Partido Liberal Nacional sólo estuvo en el gobierno una vez, de enero a julio de 1926, con Ernst Weberman fue ministro de Comercio e Industria.

## Resultados electorales
Los resultados electorales antes de su disolución fueron los siguientes:
| Elección | Votos  | %    | Escaños | +/–   | Posición |
| -------- | ------ | ---- | ------- | ----- | -------- |
| 1923     | 20.670 | 4,49 | 4/100   | Nuevo | 8.º      |
| 1926     | 4.854  | 0,93 | 0/100   | 4     | 12.º     |